# Pou dels Forçats
El Pou dels Forçats és un pou de la vila i comuna de Montlluís, a la comarca del Conflent, de la Catalunya del Nord. Està situat dins de la ciutadella militar, al nord de la ciutadella, a la zona més protegida. És en una sala de 20 x 15 metres, coberta amb volta, la coberta de la qual era a prova de projectils. El pou fou oberta en la roca, amb una profunditat de 28 metres, 11 dels quals amb aigua.
El seu mecanisme de roda per a elevar l'aigua compta amb un eix entorn del qual es troba una cadena en bucle que aixecava dues galledes. Fornia aigua a la ciutadella, sobretot per a la manutenció i les cuines. L'aigua s'abocava en dues conques o dipòsits. Un soldat, habitualment castigat, accionava el mecanisme del pou. L'esforç que calia fer per a empènyer l'aigua cap amunt va valdre al pou el nom de pou dels forçats. A partir del 1830, el pou fou emprat de manera molt irregular a causa de la seva dificultat d'ús, fins que fou del tot abandonat a favor de l'aigua corrent. El seu excel·lent estat de conservació li permet de ser entre les tres darreres rodes originals d'aquesta mena a França, amb les de la ciutadella de Besançon i del Mont Saint Michel.
Dins de la vila murallada hi ha un altre pou, ben conservat, que es coneix com a Pou de la Vila.